# Marley Aké
Marley Aké (ur. 5 stycznia 2001 w Béziers) – francuski piłkarz iworyjskiego pochodzenia, występujący na pozycji pomocnika we włoskim klubie Juventus. Wychowanek Olympique Marsylii, młodzieżowy reprezentant Francji.